# Зелёная Поляна (Черниговская область)
Зелёная Поляна (укр. Зелена Поляна) — село в Коропском районе Черниговской области Украины. Население — 77 человек.
Код КОАТУУ: 7422255501. Почтовый индекс: 16221. Телефонный код: +380 4656.

## Власть
Орган местного самоуправления — Понорницкий поселковый совет. Почтовый адрес: 16220, Черниговская обл., Коропский р-н, пгт Понорница, ул. Довженко, 18.